# 洄州
洄州，中国古代的州。
南朝梁分郢州置北新州，后来分北新州设土州、富州、洄州、泉州、豪州。北新州治今湖北省钟祥市、京山市附近。梁陈之际，被王琳所据。559年，王琳失败，洄州和土州、富州、北新州、泉州、豪州被北周占领，都并入土州。